# Дамшунг
30°28′43″ пн. ш. 91°06′05″ сх. д. / 30.4785° пн. ш. 91.10151° сх. д.
Дамшунг (кит. 当雄县, пін. Dāngxióng Xiàn, трансліт. Damxung) — один із повітів КНР у складі префектури Лхаса, Тибетський автономний район. Адміністративний центр — містечко Дамчука.

## Географія
Дамшунг у середньому розташовується на висоті близько 4300 метрів над рівнем моря (перепад висот у діапазоні від 4100 до 7162 метрів — пік Ньєнчен-Танглха — над рівнем моря). Лежить у горах Ньєнчен-Танглха, дещо на південний схід від озера Намцо.

### Клімат
Повіт знаходиться у зоні так званої «гірської тундри», котра характеризується кліматом арктичних пустель. Найтепліший місяць — липень із середньою температурою 11,5 °C. Найхолодніший місяць — січень, із середньою температурою -8 °С.
| Клімат повіту Дамшунг                              | Клімат повіту Дамшунг | Клімат повіту Дамшунг | Клімат повіту Дамшунг | Клімат повіту Дамшунг | Клімат повіту Дамшунг | Клімат повіту Дамшунг | Клімат повіту Дамшунг | Клімат повіту Дамшунг | Клімат повіту Дамшунг | Клімат повіту Дамшунг | Клімат повіту Дамшунг | Клімат повіту Дамшунг | Клімат повіту Дамшунг |
| Показник                                           | Січ.                  | Лют.                  | Бер.                  | Квіт.                 | Трав.                 | Черв.                 | Лип.                  | Серп.                 | Вер.                  | Жовт.                 | Лист.                 | Груд.                 | Рік                   |
| Середній максимум, °C                              | 1,3                   | 3,4                   | 6,6                   | 10                    | 14,1                  | 17,7                  | 17,9                  | 17,3                  | 15,5                  | 11,5                  | 6,4                   | 2,9                   | 10,4                  |
| Середня температура, °C                            | −8                    | −5,2                  | −1,4                  | 2,4                   | 6,6                   | 10,7                  | 11,5                  | 10,8                  | 8,7                   | 3,3                   | −3                    | −7                    | 2,5                   |
| Середній мінімум, °C                               | −16,3                 | −13,4                 | −8,8                  | −4,3                  | 0,2                   | 5                     | 6,6                   | 6,1                   | 3,9                   | −3,1                  | −10,2                 | −15,2                 | −4,1                  |
| Норма опадів, мм                                   | 2.9                   | 2.8                   | 6.7                   | 13.3                  | 35.2                  | 88.8                  | 124.4                 | 116.5                 | 73.9                  | 17.1                  | 4.4                   | 2.1                   | 488.1                 |
| Вологість повітря, %                               | 43                    | 39                    | 40                    | 47                    | 54                    | 61                    | 68                    | 70                    | 70                    | 57                    | 50                    | 46                    | 54                    |
| -------------------------------------------------- | --------------------- | --------------------- | --------------------- | --------------------- | --------------------- | --------------------- | --------------------- | --------------------- | --------------------- | --------------------- | --------------------- | --------------------- | --------------------- |
| Джерело: Дані метеостанції №55493 (КНР, 1991-2020) |                       |                       |                       |                       |                       |                       |                       |                       |                       |                       |                       |                       |                       |

## Транспорт
- Цінхай-Тибетська залізниця